# ピョートル・ガリペリン
ピョートル・ヤコヴレヴィチ・ガリペリン（ロシア語: Пётр Я́ковлевич Гальпе́рин, ラテン文字転写:  Piotr Yakovlevich Galperin , 1902年10月2日 - 1988年3月25日）は、ソビエト連邦の心理学者、教育学者。姓はガルペリンとも書かれる。

## 生涯
タンボフ出身。ハリコフ医科大学卒業後、ハリコフ精神神経病理学研究所附属病院、同研究所精神生理学実験室長、ハリコフ精神神経病理学アカデミー付属心理学科を経て、ロモノーソフ記念モスクワ大学哲学部心理学講座へ。1971年より同講座教授となる。ハリコフ精神神経病理学アカデミーでは、レオンチェフ、ルリヤ、ザポロージェツらと同僚となり、ヴィゴツキー学派の一端を担うこととなる。初期研究において、実験・発生的手法を駆使した。また、内言による行動の調節機能の過程を分析し、行動に関わる内言の性質および内的な行為の保持する性質を解明した。

## 業績
ガリペリンは内面化すなわち、外的な（物質化された）行為を内的な（知的な）行為へと「自然成長的にではなく」、目的志向的に改造させるためにはどのような段階、条件を連続的に設定しなければならないか、を研究した。これは、知的行為および概念の多段階形成論という理論となった。
この理論に並行させてガリペリンが洗練させた仮説は、独立した形態をもつ心理活動としての「注意」は、観念表象的なしかも短縮化され自動化された行為の水準にまで達した自己統御にほかならない、つまり、自己統御の特殊な形式であり、自己統御の段階的形成の最終的産物「知的行為」である、というものであった。この仮説を実験を通して検証している。
さらに行為の定位的基礎、その特質、それに対応する教授タイプについての研究を行った。
なお、1959年にはじまる数年間にガリペリン、レオンチェフらのグループとメンチンスカヤらのグループの間に「知的行為」の形成の理論に関する論争があった。

## 論文
- 「知的行為の形成の研究の試み」（1954年）
- 「思考や形象の形成の基礎としての知的行為」（1957年）（邦訳、新井邦二郎訳、ソビエト心理学研究会『ソビエト心理学研究』第14・15号1972年）
- 「生徒の行動の組織に基づく幾何の初歩的概念の形成」（タルイジナと共著）（1957年）
- 「知的行為形成についての研究の発展」（1959年）
- 「学童に知識と技能を形成させる問題および学校における新しい教授法」（ザポロージェツ、エリコニンと共著）（1963年）（邦訳、及川尚子訳、明治図書出版『現代ソビエト心理学』、1966年所収）
- 「知識習得の理論とプログラム学習」（レオンチェフ (心理学者)と共著）（1964年）（邦訳、駒林邦男訳、明治図書出版『ソビエト教育科学』第21号1965年）
- 「『知的行為や概念の形成』に関する研究の主要な結論」（1965年）
- 「学習過程の制御」（1965年）（邦訳、天野幸子訳、ソビエト心理学研究会『ソビエト心理学研究』第5号1968年所収[6]）
- 「プログラム学習の心理学的基礎」（1965年）（邦訳、天野清訳、ソビエト心理学研究会『ソビエト心理学研究』第5号1968年所収[7]）
- 「知的行為ならびに概念形成の心理学における方法・事実・理論」（1966年）（邦訳、守屋慶子訳、明治図書出版『ソビエト教育科学』第27号1966年）
- 「思考の心理学と知的行為の多段階形成についての学説」（1966年）

## 著書
- 『注意の実験的形成』（カビリニツカヤと共著）（1974年）（邦訳、加用美代子・田代康子・中塚みゆき・張間良子・山下直治共訳、明治図書出版、1979年）
- 『心理学入門』（1976年）